# 賴利縣 (堪薩斯州)
賴利县（英語：Riley County，簡稱RL）是美國堪薩斯州東北部的一個縣，東界大布盧河、堪薩斯河。面積1,611平方公里。根據美國2000年人口普查，共有人口62,826人。縣治曼哈頓（Manhattan）。
成立於1855年8月30日。縣名來自賴利堡，其名紀念上加利福尼亞領地最後一任軍政長官本尼特·賴利 （Bennet Riley）。